# Gnassingbé Eyadéma
Gnassignbé Eyadéma (født Étienne Eyadéma; den 26. december 1935, død 5. februar 2005) var præsident af Togo i 1967-2005.
Eyadéma deltog i to succesfulde statskup. Det første i 1963 styrtede præsident Sylvanus Olympio og indsatte Nicolas Grunitzky som ny præsident. Ifølge rygtet skød Eyadéma personligt den flygtende Olympio. Efter Eyadéma var blevet uenig med Grunitzky orkestrerede han et nyt statskup i 1967 hvoraf resultatet blev at Eyadéma blev præsident. En post han besad som diktator de næste 38 år.
Eyadémas søn, Faure Gnassingbé, er nu Togos præsident.